# 이선우 (2006년)
이선우(2006년 4월 4일 ~ )은 KBO 리그 두산 베어스의 내야수이다.

## 두산 베어스시절
2025년에 입단하였다. 2025년 6월 3일 KIA 타이거즈와의 경기에 출전하며 데뷔 첫 경기를 치렀고, 경기에서 1타수 무안타를 기록하였다.

## 출신 학교
- 고양신일초등학교
- 충암중학교
- 충암고등학교